# Symplocos poilanei
Symplocos poilanei là một loài thực vật có hoa trong họ Dung. Loài này được Guill. miêu tả khoa học đầu tiên năm 1924.